# إسماعيل فالكون
إسماعيل فالكون (بالإسبانية: Ismael Falcón) (من مواليد 24 أبريل 1985) حارس مرمى إسباني يلعب في نادي أتلتيكو مدريد.  

## روابط خارجية
- إسماعيل فالكون على موقع قاعدة بيانات كرة القدم.إي يو (الإنجليزية)
- إسماعيل فالكون على موقع Soccerbase.com (لاعب) (الإنجليزية)
- إسماعيل فالكون على موقع Soccerway.com (الإنجليزية)
- إسماعيل فالكون على موقع عالم كرة القدم.نت (الإنجليزية)
- إسماعيل فالكون على موقع AS.com (الإسبانية)